# Colonial californiano

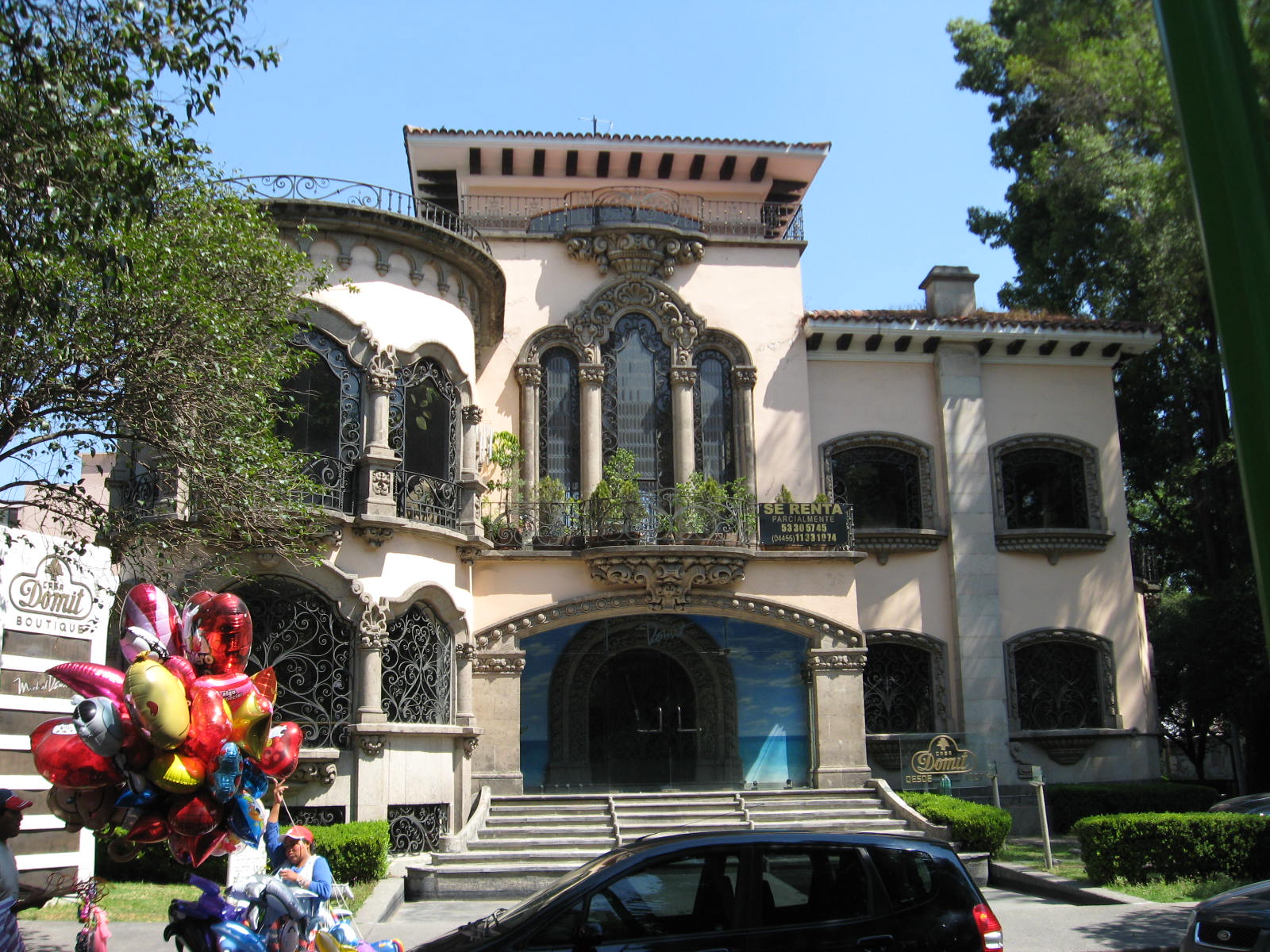
Casa de estilo colonial californiano situada no bairro Polanco, na Cidade do México.

Colonial californiano ou español californiano é um estilo arquitetônico presente em algumas casas de famílias de classe média da Cidade do México, situadas principalmente nos bairros Condesa, Cuauhtémoc, Del Valle, Lindavista, Lomas de Chapultepec, Nápoles, Nueva Santa María e Polanco. Surgiu da fusão de estilos arquitetônicos originados na antiga província mexicana da Alta California, dos quais a arquitetura neocolonial hispano-americana era um desses. As construções, em sua maioria, são de meados do século XX.
Os arquitetos do colonial californiano empregaram elementos como madeira, vãos amplos e muitas vezes arqueados, fachadas com muros limpos, parapeitos e bordas de janela elaborados com pedra esculpida e telhados cobertos com azulejos vermelhos, entre outros. As casas desse estilo quase sempre possuem grandes pátios e jardins cercando-as.
Arquitetos como Carlos Obregón Santacilia, Federico Mariscal, Francisco Serrano e Manuel Gorozpe, influenciados pela arquitetura neocolonial hispano-americana, projetaram casas seguindo o estilo colonial californiano, em oposição às influências europeias e funcionalistas de contemporâneos como Enrique del Moral, Juan O'Gorman e Mario Pani.